# Като, Кельвин
Ке́львин Като́ (англ. Kelvin Cato; род. 26 августа 1974, Атланта) — бывший американский профессиональный баскетболист, игравший на позиции центрового.

## Карьера

### Колледж
В 1994 году Тим Флойд убедил Като переехать в Айову и выступать за Университет штата Айовы. В среднем Келвин набирал 11 очков, 8 подборов и 4 блока за игру.

### НБА
В 1997 году был задрафтован под 15-м номером в «Даллас Маверикс», но сразу был отдан в «Портленд Трэйл Блэйзерс» в обмен на Криса Энсти. В двух сезонах за «Портленд» Като в среднем набирал 3,8 и 3,5 очка за игру соответственно. В 1999 году вошёл в список баскетболистов «Блэйзерс», которые ушли в «Хьюстон Рокетс», которой же в свою очередь отдал Скотти Пиппена.
Он провел пять лет в Хьюстоне, показывая результат в 8,7 очка за игру в 1999/2000 годах, и начинал во всех матчах, кроме двух игр, которые были в сезонах 2001/02 и 2003/04 сезонов. 28 октября 1999 года Като подписал шестилетний контракт с клубом на сумму 42 млн долларов. В 2004 году состоялся обмен семи игроков «Рокетс» и «Орландо Мэджик»ː Стив Фрэнсис, Каттино Мобли и Като вместо Трейси Макгрейди, Джувана Ховарда, Тайрона Лью и Риса Гэйнса. В сезоне 2004/05 в составе «Мэджик» провёл 50 матчей, но после травмы плеча игровых минут стало меньше.
15 февраля 2006 года «Орландо» обменял у «Детройт Пистонс» Като и номер в первом раунде на Драфте НБА 2007 года на Дарко Миличича и Карлос Арройо. Кельвин закончил сезон с «Пистонс». Сезон 2006/2007 провёл в «Нью-Йорк Никс».

## Статистика

### Статистика в НБА
| Сезон                                                                                    | Команда  | Регулярный сезон | Регулярный сезон | Регулярный сезон | Регулярный сезон | Регулярный сезон | Регулярный сезон | Регулярный сезон | Регулярный сезон | Регулярный сезон | Регулярный сезон | Регулярный сезон | Серия плей-офф | Серия плей-офф | Серия плей-офф | Серия плей-офф | Серия плей-офф | Серия плей-офф | Серия плей-офф | Серия плей-офф | Серия плей-офф | Серия плей-офф | Серия плей-офф |
| Сезон                                                                                    | Команда  | GP               | GS               | MPG              | FG%              | 3P%              | FT%              | RPG              | APG              | SPG              | BPG              | PPG              | GP             | GS             | MPG            | FG%            | 3P%            | FT%            | RPG            | APG            | SPG            | BPG            | PPG            |
| ---------------------------------------------------------------------------------------- | -------- | ---------------- | ---------------- | ---------------- | ---------------- | ---------------- | ---------------- | ---------------- | ---------------- | ---------------- | ---------------- | ---------------- | -------------- | -------------- | -------------- | -------------- | -------------- | -------------- | -------------- | -------------- | -------------- | -------------- | -------------- |
| 1997/98                                                                                  | Портленд | 74               | 8                | 13,6             | 42,8             | 0,0              | 68,8             | 3,4              | 0,3              | 0,4              | 1,3              | 3,8              | 4              | 0              | 14,5           | 52,9           | 0,0            | 72,7           | 3,0            | 0,3            | 0,3            | 1,8            | 6,5            |
| 1998/99                                                                                  | Портленд | 43               | 0                | 12,7             | 45,0             | 100,0            | 50,7             | 3,5              | 0,4              | 0,5              | 1,3              | 3,5              | 8              | 0              | 5,4            | 11,1           | -              | 40,0           | 0,9            | 0,3            | 0,1            | 0,1            | 0,8            |
| 1999/00                                                                                  | Хьюстон  | 65               | 32               | 24,3             | 53,7             | 0,0              | 64,9             | 6,0              | 0,4              | 0,5              | 1,9              | 8,7              | Не участвовал  | Не участвовал  | Не участвовал  | Не участвовал  | Не участвовал  | Не участвовал  | Не участвовал  | Не участвовал  | Не участвовал  | Не участвовал  | Не участвовал  |
| 2000/01                                                                                  | Хьюстон  | 35               | 13               | 17,8             | 57,7             | -                | 64,9             | 4,0              | 0,3              | 0,4              | 0,9              | 4,7              | Не участвовал  | Не участвовал  | Не участвовал  | Не участвовал  | Не участвовал  | Не участвовал  | Не участвовал  | Не участвовал  | Не участвовал  | Не участвовал  | Не участвовал  |
| 2001/02                                                                                  | Хьюстон  | 75               | 73               | 25,6             | 58,3             | 0,0              | 58,2             | 7,0              | 0,4              | 0,5              | 1,3              | 6,6              | Не участвовал  | Не участвовал  | Не участвовал  | Не участвовал  | Не участвовал  | Не участвовал  | Не участвовал  | Не участвовал  | Не участвовал  | Не участвовал  | Не участвовал  |
| 2002/03                                                                                  | Хьюстон  | 73               | 5                | 17,1             | 52,0             | 0,0              | 53,2             | 5,9              | 0,3              | 0,5              | 1,2              | 4,5              | Не участвовал  | Не участвовал  | Не участвовал  | Не участвовал  | Не участвовал  | Не участвовал  | Не участвовал  | Не участвовал  | Не участвовал  | Не участвовал  | Не участвовал  |
| 2003/04                                                                                  | Хьюстон  | 69               | 67               | 25,3             | 44,7             | -                | 67,6             | 6,8              | 1,0              | 0,8              | 1,4              | 6,1              | 5              | 5              | 29,6           | 59,1           | -              | 42,9           | 6,8            | 0,4            | 1,0            | 0,8            | 5,8            |
| 2004/05                                                                                  | Орландо  | 62               | 50               | 24,6             | 53,9             | -                | 78,3             | 6,7              | 0,6              | 0,9              | 1,3              | 7,0              | Не участвовал  | Не участвовал  | Не участвовал  | Не участвовал  | Не участвовал  | Не участвовал  | Не участвовал  | Не участвовал  | Не участвовал  | Не участвовал  | Не участвовал  |
| 2005/06                                                                                  | Орландо  | 23               | 0                | 13,0             | 43,1             | -                | 74,3             | 2,7              | 0,1              | 0,3              | 0,4              | 3,8              | Не участвовал  | Не участвовал  | Не участвовал  | Не участвовал  | Не участвовал  | Не участвовал  | Не участвовал  | Не участвовал  | Не участвовал  | Не участвовал  | Не участвовал  |
| 2005/06                                                                                  | Детройт  | 4                | 0                | 8,5              | 41,7             | -                | -                | 1,8              | 0,5              | 0,0              | 0,5              | 2,5              | 4              | 0              | 3,8            | 60,0           | -              | -              | 1,8            | 0,0            | 0,0            | 0,0            | 1,5            |
| 2006/07                                                                                  | Нью-Йорк | 18               | 0                | 5,3              | 31,8             | -                | 66,7             | 1,7              | 0,0              | 0,2              | 0,6              | 1,2              | Не участвовал  | Не участвовал  | Не участвовал  | Не участвовал  | Не участвовал  | Не участвовал  | Не участвовал  | Не участвовал  | Не участвовал  | Не участвовал  | Не участвовал  |
|                                                                                          | Всего    | 541              | 248              | 19,6             | 50,7             | 7,7              | 64,4             | 5,3              | 0,5              | 0,5              | 1,3              | 5,5              | 21             | 5              | 12,6           | 49,1           | 0,0            | 53,6           | 2,9            | 0,2            | 0,3            | 0,6            | 3,2            |
| Наведите курсор мыши на аббревиатуры в заголовке таблицы, чтобы прочесть их расшифровку. |          |                  |                  |                  |                  |                  |                  |                  |                  |                  |                  |                  |                |                |                |                |                |                |                |                |                |                |                |